# Virginia Slims World Championship Series 1985
Il Virginia Slims World Championship Series 1985 è iniziato il 7 gennaio con il Virginia Slims of Washington e si è concluso il 15 dicembre con la finale del Toray Pan Pacific Open.
Nel 1985 la Virginia Slims continuò ad organizzare un unico tour mondiale del tennis femminile

## Gennaio
| Settimana  | Torneo                                                                                | Vincitrici                                       | Finaliste                          | Semifinaliste                   | Eliminate ai quarti                                          |
| ---------- | ------------------------------------------------------------------------------------- | ------------------------------------------------ | ---------------------------------- | ------------------------------- | ------------------------------------------------------------ |
| 7 gennaio  | Virginia Slims of Washington 1985 Washington, USA Sintetico indoor Singolare - Doppio | Martina Navrátilová 6–3, 6–2                     | Manuela Maleeva                    | Zina Garrison Kathy Rinaldi     | Helena Suková Wendy Turnbull Kathy Jordan Hana Mandlíková    |
| 7 gennaio  | Virginia Slims of Washington 1985 Washington, USA Sintetico indoor Singolare - Doppio | Gigi Fernández Martina Navrátilová 6-3, 3-6, 6-3 | Claudia Kohde Kilsch Helena Suková | Zina Garrison Kathy Rinaldi     | Helena Suková Wendy Turnbull Kathy Jordan Hana Mandlíková    |
| 14 gennaio | Virginia Slims of Denver 1985 Denver, USA Sintetico indoor Singolare - Doppio         | Peanut Louie-Harper 6-4 4-6 6-4                  | Zina Garrison                      |                                 |                                                              |
| 14 gennaio | Virginia Slims of Denver 1985 Denver, USA Sintetico indoor Singolare - Doppio         | Mary Lou Daniels Robin White 1–6, 6–4 7–5        | Leslie Allen Sharon Walsh          |                                 |                                                              |
| 21 gennaio | Virginia Slims of Florida 1985 Key Biscayne, Florida, USA Cemento Singolare - Doppio  | Chris Evert-Lloyd 6-2, 6-4                       | Martina Navrátilová                | Catarina Lindqvist Peanut Louie | Carling Bassett Hana Mandlíková Kathy Rinaldi Bonnie Gadusek |
| 21 gennaio | Virginia Slims of Florida 1985 Key Biscayne, Florida, USA Cemento Singolare - Doppio  | Kathy Jordan Elizabeth Smylie 6-4, 7-6           | Svetlana Černeva Larisa Neiland    | Catarina Lindqvist Peanut Louie | Carling Bassett Hana Mandlíková Kathy Rinaldi Bonnie Gadusek |
| 28 gennaio | WTA Marco Island 1985 Marco Island, USA Cemento Singolare - Doppio                    | Bonnie Gadusek 6-3 6-4                           | Pam Casale                         |                                 |                                                              |
| 28 gennaio | WTA Marco Island 1985 Marco Island, USA Cemento Singolare - Doppio                    | Kathy Jordan Elizabeth Smylie Sayers 6–3, 6–3    | Camille Benjamin Bonnie Gadusek    |                                 |                                                              |

## Febbraio
| Settimana   | Torneo                                                                                       | Vincitrici                                   | Finaliste                         | Semifinaliste               | Eliminate ai quarti                                                 |
| ----------- | -------------------------------------------------------------------------------------------- | -------------------------------------------- | --------------------------------- | --------------------------- | ------------------------------------------------------------------- |
| 5 febbraio  | Lipton International Players Championships 1985 Delray Beach, USA Cemento Singolare - Doppio | Martina Navrátilová 6-2, 6-4                 | Chris Evert-Lloyd                 | Carling Bassett Steffi Graf | Bettina Bunge Hana Mandlíková Andrea Temesvári Barbara Potter       |
| 5 febbraio  | Lipton International Players Championships 1985 Delray Beach, USA Cemento Singolare - Doppio | Gigi Fernández Martina Navrátilová 7-6, 6-2  | Kathy Jordan Hana Mandlíková      | Carling Bassett Steffi Graf | Bettina Bunge Hana Mandlíková Andrea Temesvári Barbara Potter       |
| 18 febbraio | Virginia Slims of California 1985 Oakland, USA Sintetico (indoor) Singolare - Doppio         | Hana Mandlíková 6-2, 6-4                     | Chris Evert-Lloyd                 | Zina Garrison Helena Suková | Claudia Kohde Kilsch Barbara Potter Andrea Temesvári Wendy Turnbull |
| 18 febbraio | Virginia Slims of California 1985 Oakland, USA Sintetico (indoor) Singolare - Doppio         | Hana Mandlíková Wendy Turnbull 4-6, 7-5, 6-1 | Rosalyn Fairbank Candy Reynolds   | Zina Garrison Helena Suková | Claudia Kohde Kilsch Barbara Potter Andrea Temesvári Wendy Turnbull |
| 25 febbraio | Virginia Slims of Pennsylvania 1985 Hershey, USA Sintetico indoor Singolare - Doppio         | Robin White 6-7 6-2 6-2                      | Anne Minter                       |                             |                                                                     |
| 25 febbraio | Virginia Slims of Pennsylvania 1985 Hershey, USA Sintetico indoor Singolare - Doppio         | Mary Lou Daniels Robin White 6–4, 7–6        | Lea Antonoplis Wendy White-Prausa |                             |                                                                     |

## Marzo
| Settimana | Torneo                                                                                          | Vincitrici                                    | Finaliste                                   | Semifinaliste                         | Eliminate ai quarti                                              |
| --------- | ----------------------------------------------------------------------------------------------- | --------------------------------------------- | ------------------------------------------- | ------------------------------------- | ---------------------------------------------------------------- |
| 4 marzo   | US Indoors 1985 Princeton, USA Sintetico indoor Singolare - Doppio                              | Hana Mandlíková 6-3, 7-5                      | Catarina Lindqvist                          | Martina Navrátilová Catherine Tanvier | Gigi Fernández Sylvia Hanika Pam Shriver Wendy Turnbull          |
| 4 marzo   | US Indoors 1985 Princeton, USA Sintetico indoor Singolare - Doppio                              | Martina Navrátilová Pam Shriver 7-5, 6-2      | Marcella Mesker Elizabeth Smylie            | Martina Navrátilová Catherine Tanvier | Gigi Fernández Sylvia Hanika Pam Shriver Wendy Turnbull          |
| 4 marzo   | Virginia Slims of Indianapolis marzo 1985 Indianapolis, USA Sintetico indoor Singolare - Doppio | Kathleen Horvath 6-2, 6-4                     | Elise Burgin                                | Bonnie Gadusek Betsy Nagelsen         | Lea Antonoplis Jenny Klitch Helen Kelesi JoAnne Russell          |
| 4 marzo   | Virginia Slims of Indianapolis marzo 1985 Indianapolis, USA Sintetico indoor Singolare - Doppio | Elise Burgin Kathleen Horvath 6-4, 6-1        | Jennifer Mundel Molly Van Nostrand          | Bonnie Gadusek Betsy Nagelsen         | Lea Antonoplis Jenny Klitch Helen Kelesi JoAnne Russell          |
| 11 marzo  | Virginia Slims of Dallas 1985 Dallas, USA Sintetico indoor Singolare - Doppio                   | Martina Navrátilová 6-3, 6-4                  | Chris Evert-Lloyd                           | Helena Suková Catarina Lindqvist      | Claudia Kohde Kilsch Bettina Bunge Myriam Schropp Bonnie Gadusek |
| 11 marzo  | Virginia Slims of Dallas 1985 Dallas, USA Sintetico indoor Singolare - Doppio                   | Barbara Potter Sharon Walsh 5-7, 6-4, 7-6     | Marcella Mesker Pascale Paradis             | Helena Suková Catarina Lindqvist      | Claudia Kohde Kilsch Bettina Bunge Myriam Schropp Bonnie Gadusek |
| 18 marzo  | Brasil Open 1985 San Paolo, Brasile Sintetico indoor Singolare - Doppio                         | Mercedes Paz 5-7, 6-1, 6-4                    | Laura Arraya                                | Gabriela Sabatini Pat Medrado         | Adriana Villagrán Angelikí Kanellopoúlou Amy Holton Rina Einy    |
| 18 marzo  | Brasil Open 1985 San Paolo, Brasile Sintetico indoor Singolare - Doppio                         | Mercedes Paz Gabriela Sabatini 7-5, 6-4       | Neige Dias Csilla Bartos                    | Gabriela Sabatini Pat Medrado         | Adriana Villagrán Angelikí Kanellopoúlou Amy Holton Rina Einy    |
| 18 marzo  | Virginia Slims Championships 1985 New York, USA Sintetico indoor Singolare - Doppio             | Martina Navrátilová 6-3, 7-5, 6-4             | Helena Suková                               | Hana Mandlíková Kathy Rinaldi         | Pam Shriver Zina Garrison Catarina Lindqvist Kathy Jordan        |
| 18 marzo  | Virginia Slims Championships 1985 New York, USA Sintetico indoor Singolare - Doppio             | Martina Navrátilová Pam Shriver 6-7, 6-4, 7-6 | Claudia Kohde Kilsch Helena Suková          | Hana Mandlíková Kathy Rinaldi         | Pam Shriver Zina Garrison Catarina Lindqvist Kathy Jordan        |
| 25 marzo  | Palm Beach Cup marzo 1985 Palm Beach Gardens, USA Terra rossa Singolare - Doppio                | Kathleen Horvath 3-6 6-3 6-3                  | Petra Delhees Jauch                         |                                       |                                                                  |
| 25 marzo  | Palm Beach Cup marzo 1985 Palm Beach Gardens, USA Terra rossa Singolare - Doppio                | Joanne Russell Anne Smith 1–6, 6–1, 7–6       | Laura Arraya Gildemeister Gabriela Sabatini |                                       |                                                                  |

## Aprile
| Settimana | Torneo                                                                                   | Vincitrici                                     | Finaliste                         | Semifinaliste                                               | Eliminate ai quarti |
| --------- | ---------------------------------------------------------------------------------------- | ---------------------------------------------- | --------------------------------- | ----------------------------------------------------------- | --- |
| 1º aprile | Palm Beach Cup aprile 1985 Palm Beach Gardens, USA Terra rossa Singolare                 | Chris Evert 6-3 6-3                            | Hana Mandlíková                   |                                                             | |
| 1º aprile | WTA South Carolina 1985 Seabrook Island, USA Terra rossa Singolare - Doppio              | Katerina Maleeva 6-3, 6-3                      | Virginia Ruzici                   | Sabrina Goleš Tine Scheuer-Larsen                           | Shawn Foltz Susan Mascarin Debbie Spence Neige Dias                                                                              |
| 1º aprile | WTA South Carolina 1985 Seabrook Island, USA Terra rossa Singolare - Doppio              | Svetlana Černeva Larisa Neiland 6-1, 6-3       | Elise Burgin Lori McNeil          | Sabrina Goleš Tine Scheuer-Larsen                           | Shawn Foltz Susan Mascarin Debbie Spence Neige Dias                                                                              |
| 1º aprile | World Doubles Championships 1985 Tokyo, Giappone 175 000 $ - Sintetico (i) - 9D Doppio   | Kathy Jordan Elizabeth Smylie 4-6, 7-5, 6-2    | Betsy Nagelsen Anne White         | Ann Kiyomura / Candy Reynolds Wendy Turnbull / Sharon Walsh | Alycia Moulton / Anne Smith Christiane Jolissaint / Marcella Mesker Mary Lou Daniels / Wendy White Bettina Bunge / Andrea Jaeger |
| 8 aprile  | Family Circle Cup 1985 Hilton Head, USA Terra verde Singolare - Doppio                   | Chris Evert-Lloyd 6-4, 6-0                     | Gabriela Sabatini                 | Steffi Graf Manuela Maleeva                                 | Virginia Ruzici Petra Huber Pam Shriver Barbara Potter                                                                           |
| 8 aprile  | Family Circle Cup 1985 Hilton Head, USA Terra verde Singolare - Doppio                   | Rosalyn Fairbank Pam Shriver 6-4, 6-1          | Svetlana Černeva Larisa Neiland   | Steffi Graf Manuela Maleeva                                 | Virginia Ruzici Petra Huber Pam Shriver Barbara Potter                                                                           |
| 15 aprile | Bausch & Lomb Championships 1985 Amelia Island, USA Terra verde Singolare - Doppio       | Zina Garrison 6-4, 6-3                         | Chris Evert-Lloyd                 | Claudia Kohde Kilsch Hana Mandlíková                        | Gabriela Sabatini Kathleen Horvath Steffi Graf Virginia Ruzici                                                                   |
| 15 aprile | Bausch & Lomb Championships 1985 Amelia Island, USA Terra verde Singolare - Doppio       | Rosalyn Fairbank Hana Mandlíková 6-1, 2-6, 6-2 | Carling Bassett Chris Evert-Lloyd | Claudia Kohde Kilsch Hana Mandlíková                        | Gabriela Sabatini Kathleen Horvath Steffi Graf Virginia Ruzici                                                                   |
| 22 aprile | United Airlines Tournament of Champions 1985 Orlando, USA Terra rossa Singolare - Doppio | Martina Navrátilová 6-1, 6-0                   | Katerina Maleeva                  | Claudia Kohde Kilsch Bonnie Gadusek                         | Debbie Spence Catarina Lindqvist Sandra Cecchini Manuela Maleeva                                                                 |
| 22 aprile | United Airlines Tournament of Champions 1985 Orlando, USA Terra rossa Singolare - Doppio | Martina Navrátilová Pam Shriver 6-3, 6-1       | Elise Burgin Kathleen Horvath     | Claudia Kohde Kilsch Bonnie Gadusek                         | Debbie Spence Catarina Lindqvist Sandra Cecchini Manuela Maleeva                                                                 |
| 22 aprile | San Diego Open 1985 San Diego, Stati Uniti Cemento Singolare - Doppio                    | Annabel Croft 6-0, 7-6                         | Wendy Turnbull                    | Mary Lou Daniels Melissa Gurney                             | Betsy Nagelsen Hu Na Beth Herr Rosalyn Fairbank                                                                                  |
| 22 aprile | San Diego Open 1985 San Diego, Stati Uniti Cemento Singolare - Doppio                    | Candy Reynolds Wendy Turnbull 6-4, 6-0         | Rosalyn Fairbank Susan Leo        | Mary Lou Daniels Melissa Gurney                             | Betsy Nagelsen Hu Na Beth Herr Rosalyn Fairbank                                                                                  |
| 29 aprile | Internazionali d'Italia 1985 Taranto, Italia Singolare - Doppio                          | Raffaella Reggi 6-4 6-4                        | Vicki Nelson-Dunbar               |                                                             | |
| 29 aprile | Internazionali d'Italia 1985 Taranto, Italia Singolare - Doppio                          | Sandra Cecchini Raffaella Reggi 6–1, 5–7, 7–5  | Patrizia Murgo Barbara Romano     |                                                             | |
| 29 aprile | Virginia Slims of Houston 1985 Houston, Texas, USA Terra rossa Singolare - Doppio        | Martina Navrátilová 6-4, 6-1                   | Elise Burgin                      | Helena Suková Manuela Maleeva                               | Regina Maršíková Mary Lou Daniels Zina Garrison Sabrina Goleš                                                                    |
| 29 aprile | Virginia Slims of Houston 1985 Houston, Texas, USA Terra rossa Singolare - Doppio        | Elise Burgin Martina Navrátilová 6-1, 3-6, 6-3 | Manuela Maleeva Helena Suková     | Helena Suková Manuela Maleeva                               | Regina Maršíková Mary Lou Daniels Zina Garrison Sabrina Goleš                                                                    |

## Maggio
| Settimana               | Torneo                                                                          | Vincitrici                                                      | Finaliste                          | Semifinaliste                          | Eliminate ai quarti                                                  |
| ----------------------- | ------------------------------------------------------------------------------- | --------------------------------------------------------------- | ---------------------------------- | -------------------------------------- | -------------------------------------------------------------------- |
| 6 maggio                | Australian Indoors 1985 Sydney, Australia Cemento indoor Singolare - Doppio     | Pam Shriver 6-3 6-4                                             | Dianne Fromholtz Balestrat         |                                        |                                                                      |
| 6 maggio                | Australian Indoors 1985 Sydney, Australia Cemento indoor Singolare - Doppio     | Pam Shriver Elizabeth Smylie Sayers 7-5, 7-5                    | Barbara Potter Sharon Walsh        |                                        |                                                                      |
| 6 maggio                | Barcelona Ladies Open 1985 Barcellona, Spagna Terra rossa Singolare - Doppio    | Sandra Cecchini 6-3, 6-4                                        | Raffaella Reggi                    | Andrea Holíková Regina Maršíková       | Virginia Ruzici Ginny Purdy Kateřina Skronská Lea Plchová            |
| 6 maggio                | Barcelona Ladies Open 1985 Barcellona, Spagna Terra rossa Singolare - Doppio    | Petra Delhees Pat Medrado 6-1, 6-0                              | Penny Barg Adriana Villagrán       | Andrea Holíková Regina Maršíková       | Virginia Ruzici Ginny Purdy Kateřina Skronská Lea Plchová            |
| 13 maggio               | WTA German Open 1985 Berlino, Germania Terra rossa Singolare - Doppio           | Chris Evert-Lloyd 6-4, 7-5                                      | Steffi Graf                        | Kathy Rinaldi Bettina Bunge            | Lisa Bonder Catarina Lindqvist Kathleen Horvath Claudia Kohde Kilsch |
| 13 maggio               | WTA German Open 1985 Berlino, Germania Terra rossa Singolare - Doppio           | Claudia Kohde Kilsch Helena Suková 6-1, 6-1                     | Steffi Graf Catherine Tanvier      | Kathy Rinaldi Bettina Bunge            | Lisa Bonder Catarina Lindqvist Kathleen Horvath Claudia Kohde Kilsch |
| 13 maggio               | Sunsmart Victorian Open 1985 Melbourne, USA Sintetico indoor Singolare - Doppio | Pam Shriver 6-4 6-1                                             | Kathy Jordan                       |                                        |                                                                      |
| 13 maggio               | Sunsmart Victorian Open 1985 Melbourne, USA Sintetico indoor Singolare - Doppio | Pam Shriver Elizabeth Smylie Sayers 6-2, 5-7, 6-1               | Anne Hobbs Kathy Jordan            |                                        |                                                                      |
| 20 maggio               | WTA Swiss Open 1985 Lugano, Svizzera Terra rossa Singolare - Doppio             | Bonnie Gadusek 6-2 6-2                                          | Manuela Maleeva Fragniere          |                                        |                                                                      |
| 20 maggio               | WTA Swiss Open 1985 Lugano, Svizzera Terra rossa Singolare - Doppio             | Bonnie Gadusek Helena Suková 6–2, 6–4                           | Bettina Bunge Eva Pfaff            |                                        |                                                                      |
| 27 maggio (2 settimane) | Open di Francia 1985 Parigi, Francia Terra rossa Singolare - Doppio - Misto     | Chris Evert-Lloyd 6-3, 6(4)–7, 7-5                              | Martina Navrátilová                | Claudia Kohde Kilsch Gabriela Sabatini | Sandra Cecchini Hana Mandlíková Manuela Maleeva Terry Phelps         |
| 27 maggio (2 settimane) | Open di Francia 1985 Parigi, Francia Terra rossa Singolare - Doppio - Misto     | Martina Navrátilová Pam Shriver 4-6, 6-2, 6-2                   | Claudia Kohde Kilsch Helena Suková | Claudia Kohde Kilsch Gabriela Sabatini | Sandra Cecchini Hana Mandlíková Manuela Maleeva Terry Phelps         |
| 27 maggio (2 settimane) | Open di Francia 1985 Parigi, Francia Terra rossa Singolare - Doppio - Misto     | Doppio misto: Martina Navrátilová Heinz Günthardt 2-6, 6-3, 6-2 | Paula Smith Francisco González     | Claudia Kohde Kilsch Gabriela Sabatini | Sandra Cecchini Hana Mandlíková Manuela Maleeva Terry Phelps         |

## Giugno
| Settimana             | Torneo                                                                                    | Vincitrici                                                   | Finaliste                        | Semifinaliste                  | Eliminate ai quarti                                         |
| --------------------- | ----------------------------------------------------------------------------------------- | ------------------------------------------------------------ | -------------------------------- | ------------------------------ | ----------------------------------------------------------- |
| 10 giugno             | DFS Classic 1985 Birmingham, Gran Bretagna Erba Singolare - Doppio                        | Pam Shriver 6-1, 6-0                                         | Betsy Nagelsen                   | Elise Burgin Susan Mascarin    | Anne Hobbs Robin White Alycia Moulton Ann Henricksson       |
| 10 giugno             | DFS Classic 1985 Birmingham, Gran Bretagna Erba Singolare - Doppio                        | Terry Holladay Sharon Walsh , 6-2, 6-4                       | Elise Burgin Alycia Moulton      | Elise Burgin Susan Mascarin    | Anne Hobbs Robin White Alycia Moulton Ann Henricksson       |
| 17 giugno             | International Women's Open 1985 Eastbourne, Gran Bretagna Erba Singolare - Doppio         | Martina Navrátilová 6-4, 6-3                                 | Helena Suková                    | Manuela Maleeva Wendy Turnbull | Bettina Bunge Kathy Rinaldi Barbara Potter Pascale Paradis  |
| 17 giugno             | International Women's Open 1985 Eastbourne, Gran Bretagna Erba Singolare - Doppio         | Martina Navrátilová Pam Shriver 7-5, 6-4                     | Kathy Jordan Elizabeth Smylie    | Manuela Maleeva Wendy Turnbull | Bettina Bunge Kathy Rinaldi Barbara Potter Pascale Paradis  |
| 24 giugno 2 settimane | Torneo di Wimbledon 1985 Wimbledon, Londra, Gran Bretagna Erba Singolare - Doppio - Misto | Martina Navrátilová 4-6, 6-3, 6-2                            | Chris Evert-Lloyd                | Kathy Rinaldi Zina Garrison    | Barbara Potter Helena Suková Molly van Nostrand Pam Shriver |
| 24 giugno 2 settimane | Torneo di Wimbledon 1985 Wimbledon, Londra, Gran Bretagna Erba Singolare - Doppio - Misto | Martina Navrátilová Pam Shriver 6-4, 6-3                     | Kathy Jordan Elizabeth Smylie    | Kathy Rinaldi Zina Garrison    | Barbara Potter Helena Suková Molly van Nostrand Pam Shriver |
| 24 giugno 2 settimane | Torneo di Wimbledon 1985 Wimbledon, Londra, Gran Bretagna Erba Singolare - Doppio - Misto | Doppio misto: Elizabeth Smylie John Fitzgerald 7-5, 4-6, 6-2 | Martina Navrátilová Paul McNamee | Kathy Rinaldi Zina Garrison    | Barbara Potter Helena Suková Molly van Nostrand Pam Shriver |

## Luglio
| Settimana | Torneo                                                                            | Vincitrici                                  | Finaliste                         | Semifinaliste                  | Eliminate ai quarti                                             |
| --------- | --------------------------------------------------------------------------------- | ------------------------------------------- | --------------------------------- | ------------------------------ | --------------------------------------------------------------- |
| 15 luglio | WTA Austrian Open 1985 Bregenz, Austria Terra Singolare - Doppio                  | Virginia Ruzici 6-2 6-3                     | Mima Jaušovec                     |                                |                                                                 |
| 15 luglio | WTA Austrian Open 1985 Bregenz, Austria Terra Singolare - Doppio                  | Mima Jaušovec Virginia Ruzici 6–2, 6–3      | Andrea Holíková Kateřina Skronská |                                |                                                                 |
| 15 luglio | Hall of Fame Tennis Championships 1985 Newport, USA Erba Singolare - Doppio       | Chris Evert-Lloyd 6-4, 6-1                  | Pam Shriver                       | Eva Pfaff Wendy Turnbull       | Gigi Fernández Belinda Cordwell Elizabeth Smylie Lea Antonoplis |
| 15 luglio | Hall of Fame Tennis Championships 1985 Newport, USA Erba Singolare - Doppio       | Chris Evert-Lloyd Wendy Turnbull 6-4, 7-6   | Pam Shriver Elizabeth Smylie      | Eva Pfaff Wendy Turnbull       | Gigi Fernández Belinda Cordwell Elizabeth Smylie Lea Antonoplis |
| 22 luglio | US Clay Court Championships 1985 Indianapolis, USA Terra rossa Singolare - Doppio | Andrea Temesvári 7-6, 6-3                   | Zina Garrison                     | Kate Gompert Gabriela Sabatini | Manuela Maleeva Raffaella Reggi Debbie Spence Anna Ivan         |
| 22 luglio | US Clay Court Championships 1985 Indianapolis, USA Terra rossa Singolare - Doppio | Steffi Graf Gabriela Sabatini 3-6, 6-3, 6-4 | Katerina Maleeva Manuela Maleeva  | Kate Gompert Gabriela Sabatini | Manuela Maleeva Raffaella Reggi Debbie Spence Anna Ivan         |
| 29 luglio | East West Bank Classic 1985 Los Angeles, Stati Uniti Cemento Singolare - Doppio   | Claudia Kohde Kilsch 7-6, 6-3               | Pam Shriver                       | Carling Bassett Zina Garrison  | Hana Mandlíková Eva Pfaff Bettina Bunge Beth Herr               |
| 29 luglio | East West Bank Classic 1985 Los Angeles, Stati Uniti Cemento Singolare - Doppio   | Claudia Kohde Kilsch Helena Suková 6-4, 6-2 | Hana Mandlíková Wendy Turnbull    | Carling Bassett Zina Garrison  | Hana Mandlíková Eva Pfaff Bettina Bunge Beth Herr               |

## Agosto
| Settimana               | Torneo                                                                               | Vincitrici                                                 | Finaliste                          | Semifinaliste                        | Eliminate ai quarti                                                      |
| ----------------------- | ------------------------------------------------------------------------------------ | ---------------------------------------------------------- | ---------------------------------- | ------------------------------------ | ------------------------------------------------------------------------ |
| 5 agosto                | Canada Open 1985 Toronto, Canada Cemento Singolare - Doppio                          | Chris Evert-Lloyd 6-2, 6-4                                 | Claudia Kohde Kilsch               | Hana Mandlíková Helena Suková        | Molly van Nostrand Gabriela Sabatini Carling Bassett Martina Navrátilová |
| 5 agosto                | Canada Open 1985 Toronto, Canada Cemento Singolare - Doppio                          | Gigi Fernández Martina Navrátilová 6-4, 6-0                | Marcella Mesker Pascale Paradis    | Hana Mandlíková Helena Suková        | Molly van Nostrand Gabriela Sabatini Carling Bassett Martina Navrátilová |
| 12 agosto               | WTA New Jersey 1985 Mahwah, Stati Uniti Cemento Singolare - Doppio                   | Kathy Rinaldi 6-4, 3-6. 6-4                                | Steffi Graf                        | Gabriela Sabatini Catarina Lindqvist | Pam Shriver Kathy Jordan Helena Suková Kathy Rinaldi                     |
| 12 agosto               | WTA New Jersey 1985 Mahwah, Stati Uniti Cemento Singolare - Doppio                   | Kathy Jordan Elizabeth Smylie 7-6, 6-3                     | Claudia Kohde Kilsch Helena Suková | Gabriela Sabatini Catarina Lindqvist | Pam Shriver Kathy Jordan Helena Suková Kathy Rinaldi                     |
| 19 agosto               | Virginia Slims of Central New York 1985 Monticello, USA Cemento Singolare - Doppio   | Barbara Potter 4-6, 6-3, 6-2                               | Helen Kelesi                       | Helena Suková Sylvia Hanika          | Debbie Spence Virginia Ruzici Jo Durie Sandra Cecchini                   |
| 19 agosto               | Virginia Slims of Central New York 1985 Monticello, USA Cemento Singolare - Doppio   | Mercedes Paz Gabriela Sabatini 5-7, 6-4, 6-3               | Andrea Holíková Kateřina Skronská  | Helena Suková Sylvia Hanika          | Debbie Spence Virginia Ruzici Jo Durie Sandra Cecchini                   |
| 27 agosto (2 settimane) | US Open 1985 Flushing Meadows, New York City, USA Cemento Singolare - Doppio - Misto | Hana Mandlíková 7–6(3), 1-6, 7–6(2)                        | Martina Navrátilová                | Chris Evert-Lloyd Steffi Graf        | Claudia Kohde Kilsch Helena Suková Pam Shriver Zina Garrison             |
| 27 agosto (2 settimane) | US Open 1985 Flushing Meadows, New York City, USA Cemento Singolare - Doppio - Misto | Claudia Kohde Kilsch Helena Suková 6(5)–7, 6-2, 6-3        | Martina Navrátilová Pam Shriver    | Chris Evert-Lloyd Steffi Graf        | Claudia Kohde Kilsch Helena Suková Pam Shriver Zina Garrison             |
| 27 agosto (2 settimane) | US Open 1985 Flushing Meadows, New York City, USA Cemento Singolare - Doppio - Misto | Doppio misto: Martina Navrátilová Heinz Günthardt 6-3, 6-4 | Elizabeth Smylie John Fitzgerald   | Chris Evert-Lloyd Steffi Graf        | Claudia Kohde Kilsch Helena Suková Pam Shriver Zina Garrison             |

## Settembre
| Settimana    | Torneo                                                                                  | Vincitrici                                | Finaliste                      | Semifinaliste               | Eliminate ai quarti                                    |
| ------------ | --------------------------------------------------------------------------------------- | ----------------------------------------- | ------------------------------ | --------------------------- | ------------------------------------------------------ |
| 9 settembre  | Virginia Slims of Utah 1985 Salt Lake City, USA Cemento Singolare - Doppio              | Stephanie Rehe 6-2 6-4                    | Camille Benjamin               |                             |                                                        |
| 9 settembre  | Virginia Slims of Utah 1985 Salt Lake City, USA Cemento Singolare - Doppio              | Svetlana Černeva Larisa Neiland 7–5, 6–2  | Rosalyn Fairbank Beverly Mould |                             |                                                        |
| 16 settembre | Ameritech Cup 1985 Chicago, USA Sintetico indoor Singolare - Doppio                     | Bonnie Gadusek 6-1, 6-3                   | Kathy Rinaldi                  | Kathy Jordan Wendy Turnbull | Pam Shriver Susan Mascarin Barbara Potter Elise Burgin |
| 16 settembre | Ameritech Cup 1985 Chicago, USA Sintetico indoor Singolare - Doppio                     | Kathy Jordan Elizabeth Smylie 6-2, 6-2    | Elise Burgin JoAnne Russell    | Kathy Jordan Wendy Turnbull | Pam Shriver Susan Mascarin Barbara Potter Elise Burgin |
| 23 settembre | Virginia Slims of New Orleans 1985 New Orleans, USA Sintetico indoor Singolare - Doppio | Chris Evert-Lloyd 6-4, 7-5                | Pam Shriver                    | Lisa Bonder Anne White      | Kim Shaefer Candy Reynolds Peanut Louie Wendy Turnbull |
| 23 settembre | Virginia Slims of New Orleans 1985 New Orleans, USA Sintetico indoor Singolare - Doppio | Chris Evert-Lloyd Wendy Turnbull 6-1, 6-2 | Mary Lou Daniels Anne White    | Lisa Bonder Anne White      | Kim Shaefer Candy Reynolds Peanut Louie Wendy Turnbull |
| 30 settembre | Maybelline Classic 1985 Fort Lauderdale, USA Cemento Singolare - Doppio                 | Martina Navrátilová 6-3 6-1               | Steffi Graf                    |                             |                                                        |
| 30 settembre | Maybelline Classic 1985 Fort Lauderdale, USA Cemento Singolare - Doppio                 | Gigi Fernández Robin White 6–2, 7–5       | Rosalyn Fairbank Beverly Mould |                             |                                                        |

## Ottobre
| Settimana  | Torneo                                                                                          | Vincitrici                                     | Finaliste                           | Semifinaliste                        | Eliminate ai quarti                                                     |
| ---------- | ----------------------------------------------------------------------------------------------- | ---------------------------------------------- | ----------------------------------- | ------------------------------------ | ----------------------------------------------------------------------- |
| 7 ottobre  | Virginia Slims of Indianapolis ottobre 1985 Indianapolis, USA Cemento indoor Singolare - Doppio | Bonnie Gadusek 6-0 6-3                         | Pam Casale                          |                                      |                                                                         |
| 7 ottobre  | Virginia Slims of Indianapolis ottobre 1985 Indianapolis, USA Cemento indoor Singolare - Doppio | Bonnie Gadusek Mary Lou Daniels 6–1, 6–0       | Penny Barg-Mager Sandy Collins      |                                      |                                                                         |
| 14 ottobre | Japan Open Tennis Championships 1985 Tokyo, Giappone Cemento Singolare - Doppio                 | Gabriela Sabatini 6–3, 6–4                     | Linda Gates                         | Lilian Kelaidis Laura Arraya         | Andrea Holíková Angeliki Kanellopoulou Amy Holton Myriam Schropp        |
| 14 ottobre | Japan Open Tennis Championships 1985 Tokyo, Giappone Cemento Singolare - Doppio                 | Belinda Cordwell Julie Richardson 6-4, 6-4     | Laura Arraya Beth Herr              | Lilian Kelaidis Laura Arraya         | Andrea Holíková Angeliki Kanellopoulou Amy Holton Myriam Schropp        |
| 14 ottobre | Porsche Tennis Grand Prix 1985 Filderstadt, Germania Cemento (indoor) Singolare - Doppio        | Pam Shriver 6-1, 7-5                           | Catarina Lindqvist                  | Steffi Graf Claudia Kohde Kilsch     | Iva Budařová Lisa Bonder Raffaella Reggi Barbara Gerken                 |
| 14 ottobre | Porsche Tennis Grand Prix 1985 Filderstadt, Germania Cemento (indoor) Singolare - Doppio        | Hana Mandlíková Pam Shriver 6-2, 6-1           | Carina Karlsson Tine Scheuer-Larsen | Steffi Graf Claudia Kohde Kilsch     | Iva Budařová Lisa Bonder Raffaella Reggi Barbara Gerken                 |
| 20 ottobre | Brighton International 1985 Brighton, Gran Bretagna Sintetico (indoor) Singolare - Doppio       | Chris Evert-Lloyd 7-5, 6-3                     | Manuela Maleeva                     | Annabel Croft Jo Durie               | Catarina Lindqvist Terry Phelps Barbara Potter Christiane Jolissaint    |
| 20 ottobre | Brighton International 1985 Brighton, Gran Bretagna Sintetico (indoor) Singolare - Doppio       | Lori McNeil Catherine Suire 4-6, 7-6, 6-4      | Barbara Potter Helena Suková        | Annabel Croft Jo Durie               | Catarina Lindqvist Terry Phelps Barbara Potter Christiane Jolissaint    |
| 28 ottobre | Open di Zurigo 1985 Zurigo, Svizzera Sintetico indoor Singolare - Doppio                        | Zina Garrison 6-1, 6-3                         | Hana Mandlíková                     | Hana Mandlíková Claudia Kohde Kilsch | Catherine Tanvier Christiane Jolissaint Sandra Cecchini Manuela Maleeva |
| 28 ottobre | Open di Zurigo 1985 Zurigo, Svizzera Sintetico indoor Singolare - Doppio                        | Hana Mandlíková Andrea Temesvári 6-4, 3-6, 7-5 | Claudia Kohde Kilsch Helena Suková  | Hana Mandlíková Claudia Kohde Kilsch | Catherine Tanvier Christiane Jolissaint Sandra Cecchini Manuela Maleeva |

## Novembre
| Settimana               | Torneo                                                                           | Vincitrici                                    | Finaliste                          | Semifinaliste                        | Eliminate ai quarti                                                    |
| ----------------------- | -------------------------------------------------------------------------------- | --------------------------------------------- | ---------------------------------- | ------------------------------------ | ---------------------------------------------------------------------- |
| 4 novembre              | Eckerd Tennis Open 1985 Tampa, USA Terra Singolare - Doppio                      | Stephanie Rehe 6-4, 6-7, 7-5                  | Gabriela Sabatini                  | Anne White Carling Bassett           | Lisa Bonder Pam Casale Grace Kim Michelle Torres                       |
| 4 novembre              | Eckerd Tennis Open 1985 Tampa, USA Terra Singolare - Doppio                      | Carling Bassett Gabriela Sabatini 6-0, 6-0    | Lisa Bonder Laura Gildemeister     | Anne White Carling Bassett           | Lisa Bonder Pam Casale Grace Kim Michelle Torres                       |
| 4 novembre              | Hilversum Trophy 1985 Hilversum, Paesi Bassi Sintetico indoor Singolare - Doppio | Katerina Maleeva 6-4 6-2                      | Carina Karlsson                    |                                      |                                                                        |
| 4 novembre              | Hilversum Trophy 1985 Hilversum, Paesi Bassi Sintetico indoor Singolare - Doppio | Marcella Mesker Catherine Tanvier 6–2, 6–2    | Sandra Cecchini Sabrina Goleš      |                                      |                                                                        |
| 11 novembre             | Lion's Cup 1985 Tokyo, Giappone Sintetico indoor Singolare                       | Chris Evert 7-6 6-0                           | Manuela Maleeva Fragniere          |                                      |                                                                        |
| 11 novembre             | Queensland Open 1985 Brisbane, Australia Erba Singolare - Doppio                 | Martina Navrátilová 6-3, 7-5                  | Pam Shriver                        | Claudia Kohde Kilsch Helena Suková   | Sara Gomer Wendy Turnbull Elise Burgin Larisa Neiland                  |
| 11 novembre             | Queensland Open 1985 Brisbane, Australia Erba Singolare - Doppio                 | Martina Navrátilová Pam Shriver 6-4, 6-7, 6-1 | Claudia Kohde Kilsch Helena Suková | Claudia Kohde Kilsch Helena Suková   | Sara Gomer Wendy Turnbull Elise Burgin Larisa Neiland                  |
| 18 novembre             | New South Wales Open 1985 Sydney, Australia Erba Singolare - Doppio              | Martina Navrátilová 3-6, 6-1, 6-3             | Hana Mandlíková                    | Helena Suková Claudia Kohde Kilsch   | Wendy Turnbull Dianne Balestrat Christiane Jolissaint Svetlana Černeva |
| 18 novembre             | New South Wales Open 1985 Sydney, Australia Erba Singolare - Doppio              | Hana Mandlíková Wendy Turnbull 3-6, 7-6, 6-4  | Rosalyn Fairbank Candy Reynolds    | Helena Suková Claudia Kohde Kilsch   | Wendy Turnbull Dianne Balestrat Christiane Jolissaint Svetlana Černeva |
| 25 novembre 2 settimane | Australian Open 1985 Melbourne, Australia Erba Singolare - Doppio                | Martina Navrátilová 6-2, 4-6, 6-2             | Chris Evert-Lloyd                  | Claudia Kohde Kilsch Hana Mandlíková | Manuela Maleeva Catarina Lindqvist Zina Garrison Helena Suková         |
| 25 novembre 2 settimane | Australian Open 1985 Melbourne, Australia Erba Singolare - Doppio                | Martina Navrátilová Pam Shriver 6-3, 6-4      | Claudia Kohde Kilsch Helena Suková | Claudia Kohde Kilsch Hana Mandlíková | Manuela Maleeva Catarina Lindqvist Zina Garrison Helena Suková         |

## Dicembre
| Settimana  | Torneo                                                                            | Vincitrici                                  | Finaliste                        | Semifinaliste                      | Eliminate ai quarti                                    |
| ---------- | --------------------------------------------------------------------------------- | ------------------------------------------- | -------------------------------- | ---------------------------------- | ------------------------------------------------------ |
| 9 dicembre | Toray Pan Pacific Open 1985 Tokyo, Giappone Sintetico (indoor) Singolare - Doppio | Manuela Maleeva 7-6, 3-6, 7-5               | Bonnie Gadusek                   | Claudia Kohde Kilsch Helena Suková | Grace Kim Carling Bassett Annabel Croft Stephanie Rehe |
| 9 dicembre | Toray Pan Pacific Open 1985 Tokyo, Giappone Sintetico (indoor) Singolare - Doppio | Claudia Kohde Kilsch Helena Suková 6-0, 6-4 | Marcella Mesker Elizabeth Smylie | Claudia Kohde Kilsch Helena Suková | Grace Kim Carling Bassett Annabel Croft Stephanie Rehe |